# Прага 6
Прага 6 — найбільший район Праги, розташований на північному заході міста.

## Виноски
1. ↑  Статистична таблиця 57 районів Праги